# Seisin
El término seisin (o seizin) denota la posesión legal de un feudo o tasa feudal, es decir, una propiedad de tierra. Se usó en la forma de "el hijo y heredero de X ha obtenido la cesión de su herencia" y, por lo tanto, es efectivamente un término relacionado con la transmisión en la época feudal. Se dice que la persona que posee dicha propiedad ha sido "confiscada", frase que suele aparecer en las inquisiciones post mortem (es decir, "Los jurados encuentran que X murió confiscado de la mansión de..."). El monarca solo "poseía" toda la tierra de Inglaterra por su derecho alodial y todos sus súbditos eran simplemente sus inquilinos bajo varios contratos de tenencia feudal.

## Etimología
El vocablo seisin proviene del inglés medio sayen, seysen, en el sentido legal de poner en posesión o tomar posesión de, por lo tanto, captar, apoderarse. Las variaciones del francés antiguo seisir, saisir, son del bajo latín sacire, generalmente referidas a la misma fuente que el satjan gótico, settan inglés antiguo, para poner en su lugar, establecer.

## Tenencia sujeta a seisin
Se cree que el seisin solo se aplicaba a las tenencias de propiedad absoluta, es decir, una tenencia que excedía un mero término de por vida y que era heredable, a condición del pago de la ayuda feudal correspondiente al señor supremo. Un "hombre libre" era un hombre que se encontraba en posesión de la propiedad absoluta, por lo que antiguamente se decía que la tenencia de la propiedad absoluta era la única forma de tenencia de la tierra feudal digna de ser poseída por un hombre libre. La tenencia, y su variedad, era la esencia misma de la sociedad feudal y la estratificación de la misma, y la posesión de una tenencia (es decir, tenencia, del latín teneo "mantener") se establecía legalmente mediante el acto de seisin.

## Variedades de seisin
El seisin utilizado normalmente es de dos tipos, "de derecho" y "de deed". Cada uno lleva consigo una fuerza de tenencia diferente. Más tarde se llegó a decir que en el traspaso de un canon mediante escritura de feoffment debe haber librea de seisin.

### Seisin en derecho
La "librea" (o entrega) por "seisin en derecho" ocurría cuando las partes de la transacción estaban a la vista de la tierra a ser transferida y el cedente declaraba al receptor que la posesión había sido otorgada. Sin embargo, esto constituyó solo una transmisión incompleta.

### Seisin mediante "deed"
Al entrar físicamente en la tierra, el cesionario convierte o "entrega" su "seisin en derecho" en  "seisin en deed". En lugar de entrar físicamente a la tierra, a veces se entregaba ceremoniosamente una muestra de la tierra (por ejemplo, un trozo de césped o algo similar), (la entrega de "tierra y agua" por entidades políticas que se someten al Imperio Persa, que a partir de ese momento consideraba a sus gobernantes sus vasallos). Un inquilino confiscado tanto mediante deed como en derecho había obtenido así el mejor título legal disponible para su tenencia.

## Primer seisin
Se denominaba Primer seisin  "al derecho que tenía el rey, cuando alguno de sus inquilinos moría que lo privaba al rey de los honorarios de un caballero, a recibir del heredero, siempre que fuera mayor de edad, las ganancias de un año entero de las tierras, si estaban en posesión inmediata; y medio año de ganancias, si las tierras estuvieran en reversión, a la espera de un patrimonio de por vida". A la muerte de un inquilino en jefe, por ejemplo un barón feudal, su propiedad era heredable por su hijo u otro heredero. El procedimiento de traspaso, o procedimiento de "re-sometimiento", es decir, el restablecimiento de la tenencia en un feudo, era el siguiente. El heredero rendiría homenaje al rey, que una vez que lo hubiera recibido lo reconocía irreversiblemente como el verdadero heredero, pues la ceremonia de homenaje tenía la forma de un voto sagrado. Sólo entonces el heredero podía pagar su obligación feudal al tesoro, paso final que le permitiría obtener la posesión real. Entre la muerte del inquilino anterior y el nuevo inquilino, había una tenencia vacía del feudo, lo cual era legalmente inconveniente, pero tolerado por ser  generalmente de corta duración. Es importante comprender que tal tenencia no renunciaba, ni siquiera temporalmente, a la corona en espera de la reencarnación del heredero. Sin embargo, en el caso de una baronía, que era una tenencia extensa de varias docenas de mansiones, el rey necesitaba asegurarse de que el heredero que se presentaba a rendir homenaje era el verdadero heredero, porque si se aceptaba su homenaje, su estatus era irreversiblemente confirmado, y el nuevo barón tendría derecho a asistir al parlamento. Se necesitaba de tiempo para que el alguacil del shire en cuestión hiciera averiguaciones, a veces mediante el uso de jurados locales. Con el fin de proporcionar al rey tiempo para realizar tales investigaciones, el rey tomaba posesión temporal de la baronía y todas sus tierras, que necesitaban gestión durante el intervalo, lo que se denominaba "primer sesin". No era una forma de confiscación, que hubiera sido la extinción de una tenencia. Así, el primer seisin puede como una variedad de obligación feudal, es decir, un derecho ejercido por un señor sobre la posesión de su vasallo.
La ley de Wardship (ley 1267) aprobada por el rey Enrique III (1267 (52 Hen. 3) C A P. XVI) declaró lo siguiente:

- (2) Y si un heredero en el momento de la muerte de su antepasado es mayor de edad, y es heredero aparente y conocido como heredero, y se encuentra en la herencia, el señor principal no lo echará, ni tomará ni quitará nada. allí, pero tomará solo Seisin simple, por lo tanto, para el reconocimiento de su señorío, para que pueda ser conocido por el Señor.
- (3) Y si el señor principal expulsa maliciosamente a tal heredero de la posesión, por lo que se ve obligado a comprar un mandato de Mort d'Auncestor o de cousenage, entonces recuperará sus daños como en Assise of Novel Disseisin.
- II. Tocando a los Herederos, que tienen a nuestro Señor el Rey en jefe, se observará esta Orden, Que nuestro Señor el Rey tendrá el primer Seisin de sus Tierras, como solía tener antes de tiempo: Ni el Heredero, ni ninguna otros, inmiscuirse en la misma Herencia, antes de haberla recibido de las Manos del Rey, ya que la misma Herencia solía ser quitada de Sus Manos y de sus Ancestros en tiempos pasados. Y esto debe entenderse de Tierras y Tasas, las que solían estar en manos del Rey, por razón del servicio de Caballero, o Serjeanty, o Derecho de Patronato.

## En el feudalismo europeo
En los estados feudales europeos, la "propiedad" de la tierra, es decir, la posesión alodial, estaba generalmente restringida a los monarcas y, por lo tanto, rara vez era un principio operativo. En el cambio, seisin se usó como un término que significaba posesión feudal. El escritor moderno Marc Bloch considera que seisin significa "posesión hecha venerable por el transcurso del tiempo" y que "no se requirió evidencia documental en papel para establecer seisin, sino que se invocó la memoria humana del uso de la tierra o la administración de justicia, especialmente estos por los antepasados".

### Escocia
El término escocés equivalente es sasine, término que ha desarrollado un significado adicional en la ley escocesa.

### Irlanda
Tras la invasión cambro-normanda de Irlanda, se introdujo el feudalismo en aquellas áreas bajo control normando. El concepto legal más importante en el período feudal en relación con la tierra fue el seísin.

## Situación legal actual
En la actualidad el seisin está confinado a la posesión de la propiedad absoluta, aunque en un momento parece haber sido utilizado para una posesión simple sin tener en cuenta la propiedad del poseedor. Su importancia es considerablemente menor que en otro momento, debido a que la antigua forma de transporte por feoffment con librea de seisin ha sido reemplazada por un deed de concesión, y la antigua regla de descendencia de la última persona capturada ha sido abolida a favor de descendencia del comprador. Lord Denning apoyó polémicamente la abolición del concepto de seisin, sin embargo, desde entonces, el derecho común ha decidido mantener el concepto de seisin. Hubo un tiempo en que el derecho de la esposa a la dote y del marido a una propiedad por cortesía dependía de la doctrina del seisin. Sin embargo, la Ley de Dote (1833-1834) dejó sin importancia el hecho de la detención del marido, y la Ley de Propiedad de la Mujer Casada de 1882 prácticamente abolió la antigua ley de cortesía.

## Interpretación jurídica moderna
Los tribunales modernos han interpretado que el seisin se asemeja a la propiedad moderna "vitalicia" de la tierra (Deshong v. Deshong, 186 Pa. 227, 40 A.402.) o al derecho a la posesión inmediata (Williams v. Swango, 365 Ill. 549, 7 NE2d 306, 309.).
Seisin es el entendimiento importante de que la propiedad en régimen de pago simple consta de dos partes diferentes; a saber, 1) el título legal desnudo y 2) el título equitativo (es decir, beneficioso) y que estas dos propiedades no pueden estar separadas para siempre. Por lo tanto, en la ley de propietarios e inquilinos, el propietario está bien protegido porque posee tanto el título legal desnudo como el título equitativo. Cuando el arrendador alquila su propiedad, el arrendatario recibe un título equitativo y el disfrute pacífico de la propiedad durante su tenencia. 
Cuando el arrendatario se muda, el título equitativo se une con el título legal desnudo y la brecha en el seisin se cierra y el propietario recupera el título simple. Comúnmente, cuando se crean fideicomisos, el fiduciario posee (toma) el título legal; el fiduciario administra la propiedad en beneficio de los beneficiarios que se dice que tienen un título equitativo (beneficioso). Tras la terminación del fideicomiso, el fideicomisario transmite (distribuye) el título legal al beneficiario y, nuevamente, termina la brecha en el seisin. El fideicomiso Merrill Lynch Ready Asset, la primera de las cuentas del mercado monetario cuando se estableció en la década de 1970, nombró a un hijo recién nacido de uno de los ejecutivos de Merrill Lynch por quien medir la duración del fideicomiso como 21 años después de la muerte de ese niño. Al final del período, los activos del fideicomiso se distribuirán a los beneficiarios y el fideicomiso se extinguirá. La práctica común en Inglaterra era crear un fideicomiso cuyo mandato terminaba con la desaparición del último heredero vivo de su majestad británica, la  reina Victoria, cuyos descendientes son bien conocidos, pero incluso esa práctica se desaconseja. Pero el Southland Royalty Trust fue creado para durar hasta la desaparición del último descendiente vivo de los firmantes de la Declaración de Independencia, quienes se desconocen, creando así una entidad que probablemente viola la regla contra las perpetuidades porque nunca puede terminar, por lo tanto nunca puede cerrarse la brecha en seisin.